# سيكورسكي سي إتش-53 كيه سوبر ستاليون
سيكورسكي سي إتش-53 كيه سوبر ستاليون  (بالإنجليزية: Sikorsky CH-53K Super Stallion)‏ هي طائرة هليكوبتر للنقل الثقيل، يجري تطويرها حاليا من قبل شركةسيكورسكي للطائرات الأمريكية لصالح قوات مشاة بحرية الولايات المتحدة، وخطط لدخولها الخدمة في 2018.
يتميز التصميم بثلاثة محركات تبلغ 7,500 shp (5,590 كيلو واط) ، شفرات دوارة مركبة جديدة، وكابينة طائرات أوسع من النسخ السابقة CH-53. ستكون أكبر وأثقل طائرة هليكوبتر في الجيش الأمريكي. تخطط سلاح مشاة البحرية الأمريكي USMC لاستقبال 200 طائرة هليكوبتر بتكلفة إجمالية قدرها 25 مليار دولار. بدأ اختبار مركبة الاختبار الأرضي (GTV) في أبريل 2014 ؛ بدأ اختبار الطيران مع الرحلة الأولى في 27 أكتوبر 2015. في مايو 2018 تم تسليم CH-53K الأولى إلى مشاة البحرية.